# Vadrózsa

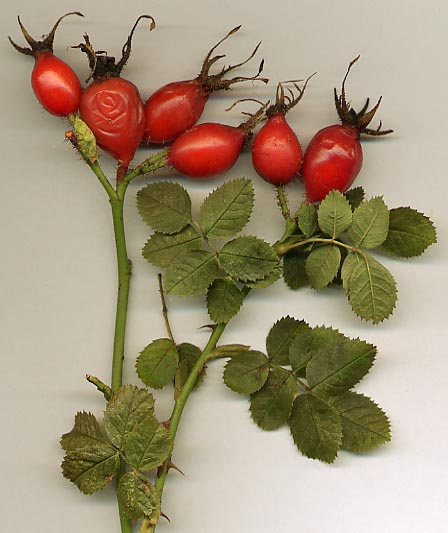
csipkebogyó

A vadrózsa (Rosa canina), gyepűrózsa vagy csipkerózsa őshonos gyógy- és fűszernövény, magyar népies elnevezései: bicskefa, ebcsipke, gyepű-, parlagi-, vagy vadrózsa, tüskefa. Termése a csipkebogyó, amelyet egyes vidékeken petymegnek vagy hecsedlinek is neveznek, ezért itt a növényt hecsedlibokornak, a terméséből készült bort, lekvárt és teát hecsedlibornak, hecsedlilekvárnak és hecsedliteának is mondják. Erdőszéleken, cserjésekben gyakran találkozhatunk vele. Tavasszal fehér, de rózsaszínnel bemosott virágaival, ősszel áltermésének égőpiros színével hívja fel magára a figyelmet.

## Elnevezése
A latin név szó szerint „kutyarózsát” jelent, melyet több európai nyelv használ köznyelvi megnevezésére. Ez onnan ered, hogy a rómaiak veszett kutya harapásának kezelésére javasolták a növényt (ennek hatékonyságát a tudomány később nem igazolta).
Magyarországon mint vadon termő gyógynövényt gyűjtéskor a R. canina-t egy fajként kezelik, de botanikailag megkülönböztethetők önálló elterjedésű kisfajok (microspecies), alfajok (subspecies). Mint gyűjtőfajként értelmezve (species aggregatum), az elkülöníthető fajok:
- Rosa canina L.,
- R. dumalis Bechst.,
- R. subcanina (Christ) Dalla Torre et Sarnth.,
- R.obtusifolia Desv.,
- R. corymbifera Borkh.,
- R. caesia Sm.,
- R. subcollina (Christ) Dalla Torre et Sarnth.

## Megjelenése
150–300 cm magasra növő, lombhullató, tüskés cserje. 5-7 páratlanul szárnyas, összetett levelei hosszúkás tojás alakúak, szélükön fűrészesek, mindkét oldalukon simák. Viráglevelei világos rózsaszínűek, elvirágzás után visszahajlanak. Áltermése piros, tojás alakú, sima felszínű, belül magvai szőrösek.

## Termése
A növény termését, a csipkebogyót akkor szedjük, ha már a dér megcsípte, a termés puhulni, ráncosodni kezd. Kiváló vitaminforrás, 100 g friss csipkebogyóhús 400 mg C-vitamint tartalmaz.[forrás?]
Némelyik fajtája hétszer, tízszer több C-vitamint tartalmaz, mint a citrom.
A-, B-, K- és P-vitamint, vasat, magnéziumot is tartalmaz.[forrás?]

## Felhasználása
Virágának illatos szirmai salátákba, pitékbe valók. Szörpöt, ecetet, sörbetet, édességeket ízesíthetünk vele.
Gyümölcse, a csipkebogyó sokféleképpen felhasználható: a belső tüskés magoktól megtisztítva és szárítva gyógytea, de nyersen gyógybor, szörp és lekvár, illetve dzsem készítésére használják. A csipkebogyóból hideg eljárással készített italok nagyon sok C-vitamint tartalmaznak, ezért a napi fogyasztásával növelik a szervezet ellenállóképességét. Mivel a C-vitamin hő hatására elbomlik, már a szárítása sem történhet 40 foknál magasabb hőmérsékleten.
Alkalmas még saláták, gyümölcssaláták ízesítésére, vagy bólék készítésére.
Virága rózsavízként antiszeptikus hatású frissítő, levelének forrázata frissítő, összehúzó hatású gyógytea. Már az ókorban is a skorbut gyógyszerének tartották.[forrás?] Tea, szörp, bor, lekvár formájában fogyasztjuk. A magjában E-vitamin van, ezért a belőle készített csipkebogyóbort, kimagozatlan friss gyümölcsből ajánlott készíteni. Az így készített bor vitaminpótló, enyhe gyulladáscsökkentő, és vesekőoldó, enyhén vizelethajtó és gyulladásgátló hatású. Ezt a tulajdonságát főzetében vagy speciális vese- és húgykőoldó teakeverékekben is felhasználják. Mellékhatása nincs.